# Limón Indanza (kanton)
Limón Indanza – kanton w prowincji Morona-Santiago, w Ekwadorze. Stolicą kantonu jest General Leonidas Plaza Gutiérrez.